# Димитър Златарев (общественик)
Вижте пояснителната страница за други личности с името Димитър Златарев.
Димитър Златарев е български юрист и революционер, борец за Независима Македония.

## Биография
Роден е в град Охрид и е племенник на героя от Илинденското въстание Наум Златарев. Завършва право и според Коста Църнушанов:
| „ | притежавал висока европейска култура, владеел е няколко езика, от които отлично френски. | “ |

Заедно с подчинения си Коста Хрисимов и с Илия Чулев в 1945 година организира тайния Демократичен фронт на Македония „Илинден 1903“, борещ се за Независима Македония и утвърждаване на българщината в нея. Златрев превежда меморандума на организацията на френски и го предава на чуждестранните дипломати.
На 20 октомври 1945 година е арестуван, Прокурорът Никола Вражалски иска смъртна присъда, но вероятно след намеса на западни дипломати, през февруари 1946 година е осъден на 14 години строг тъмничен затвор. След освобождението си умира, вследствие на мъченията в затвора.